# اچ‌ام‌اس ماری آنتوانت (۱۷۹۳)
اچ‌ام‌اس ماری آنتوانت (۱۷۹۳) (به انگلیسی: HMS Marie Antoinette (1793)) یک کشتی بود که طول آن ۸۵ فوت ۵ اینچ (۲۶٫۰۴ متر) بود. این کشتی  در سال ۱۷۹۳ ساخته شد.